# Il boia è di scena
Il boia è di scena (Two on a Guillotine) è un film del 1965 diretto da William Conrad.

## Trama
John Harley Duquesne, un mago psicotico, decapita accidentalmente la moglie Melinda con una ghigliottina durante una performance. Vent'anni dopo muore facendosi incatenare a una bara. La sua volontà spinge la figlia Cassie a trascorrere sette notti nella sua villa se vorrà ereditare il suo patrimonio. Il reporter Val Henderson si offre di stare con lei quando viene a sapere che Duquesne aveva promesso di tornare nella terra dei vivi durante la settimana di permanenza di Cassie alla villa. Lei accetta ma corre pericoli d'ogni genere e magari ci rimetterebbe la pelle sotto una ghigliottina se il giornalista innamorato di lei non sopraggiungesse a trarla d'impaccio.